# Nötväcka
Nötväcka (Sitta europaea) är en liten fågelart i familjen nötväckor som häckar över stora delar av Palearktis. Det är en satt fågel, med stort huvud, kort stjärt, lång spetsig näbb och starka fötter. Ovansidan är blekt blågrå, ansiktet vitt, undersidan ljusare i vitt eller orangebeige och den har svart ögonbrynsstreck. Arten delas upp i ett tjugotal underarter. 
Liksom andra nötväckor födosöker den efter insekter på trädstammar och grenar, och har förmåga att röra sig med huvudet före nedför träd. Frön och nötter utgör en betydande del av dess vinterföda och om hösten lägger arten denna föda på lager. Under vinterhalvåret besöker den gärna fågelbord. Boet placeras i en trädhåla. Arten är vanlig och det finns ingen oro för dess fortlevnad i de större delarna av dess utbredningsområde.

## Utseende, läte och fältkännetecken

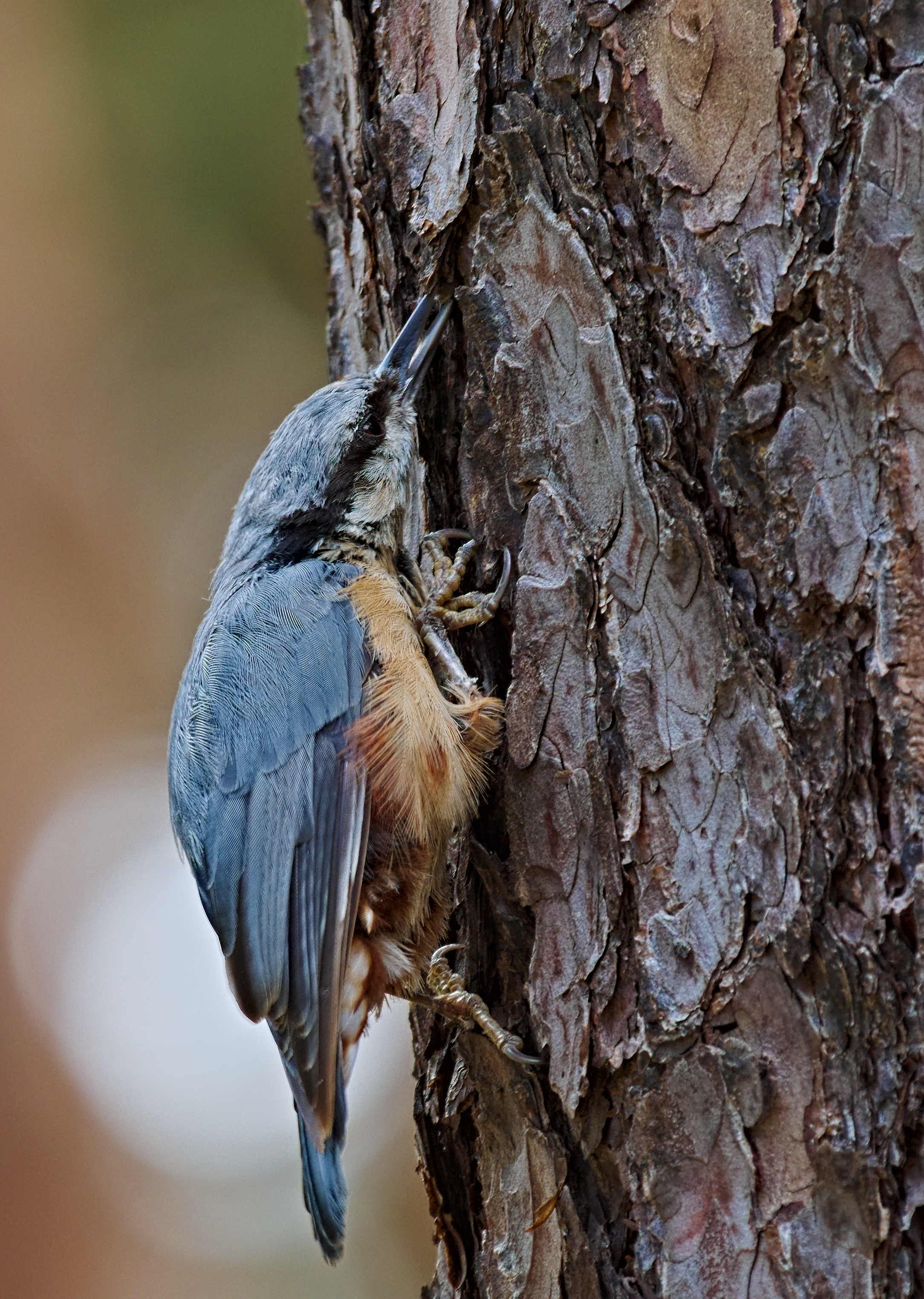
Nötväckans långa och vassa näbb är ett bra redskap när den letar efter föda under trädens bark.

Nötväckan är gråblå på ovansidan och vit undertill, med svagt rostgulaktig anstrykning på bröstet och magen. Genom ögat går ett svart streck. Kroppens sidor bakåt och delvis de undre stjärttäckarna är roströda. Näbben är rak, trind (rund), något trubbig och ungefär lika lång som huvudet.  Näsborrarna täcks av täta, borstlika fjädrar. Första vingpennan är kort, fjärde pennan är längst. Vingarna är breda och trubbiga. Stjärten är kort, mjuk och tvär. Baktån och tarsen har samma längd. Vingarnas pennor är mörkbruna, stjärtens däremot svarta (utom de båda mittersta, som är grå). Totallängden kan bli upp till 14–15 cm. Vingspannet är 23–27 cm. En vuxen fågel kan väga cirka 23 gram.

### Läte
Arten är mycket högljudd och har ett flertal olika kontaktläten. Sången är ljudlig och genomträngande och består av en serie visslingar.
Under det att nötväckan klättrar på en lodrät stam, kan ibland en serie svaga pipljud höras.

### Morfologiska skillnader mellan taxa
Den sibiriska underarten S. e. asiatica (se nedan) är, i förhållande till nominatformen, mindre och ger ett rundare och knubbigare intryck. Den har en ljusare buk, oftast vitt ögonbrynsstreck och enbart roströd på stjärtrotens undersida. Dess näbb är klenare och kortare och den har något kortare vingar.

## Utbredning och systematik
Nötväckan förekommer över stora delar av Europa och Asien. Den förekommer också i Marocko i nordvästra Afrika.
I Sverige är arten stannfågel.

### Artgränser
Artgränser är svårdefinierbara bland nötväckorna. Nötväcka, naganötväcka (S. nagaensis), kashmirnötväcka (S.  cashmirensis), kastanjenötväcka (S. castanea) och jakutisk nötväcka (S. artica) bildar en så kallad överart och ersätter varandra geografiskt över Asien. De definieras idag vanligen som fem separata arter, men de sydasiatiska taxonen behandlades tidigare som underarter till nötväckan, liksom fram tills nyligen jakutisk nötväcka.

### Underarter
Nötväckan kan delas in i en mängd underarter, vanligen 21–22 stycken. Nötväckan placerades tidigare i de tre underartsgrupperna europaea, caesia och sinensis, där europaea innehöll de norra underarterna i Skandinavien och österut genom norra Asien, där caesia innehöll populationerna i Västeuropa, Marocko, södra Asien och Iran samt där sinensis utgjordes av de populationer som häckar i delar av Kina. Denna uppdelning av nötväckans undergrupper har dock övergivits då det visat sig att underarterna europaea och caesia är mycket närbesläktade. Nedan syns en lista innehållandes underarterna och deras respektive utbredning följer Clements et al.
europaea-gruppen

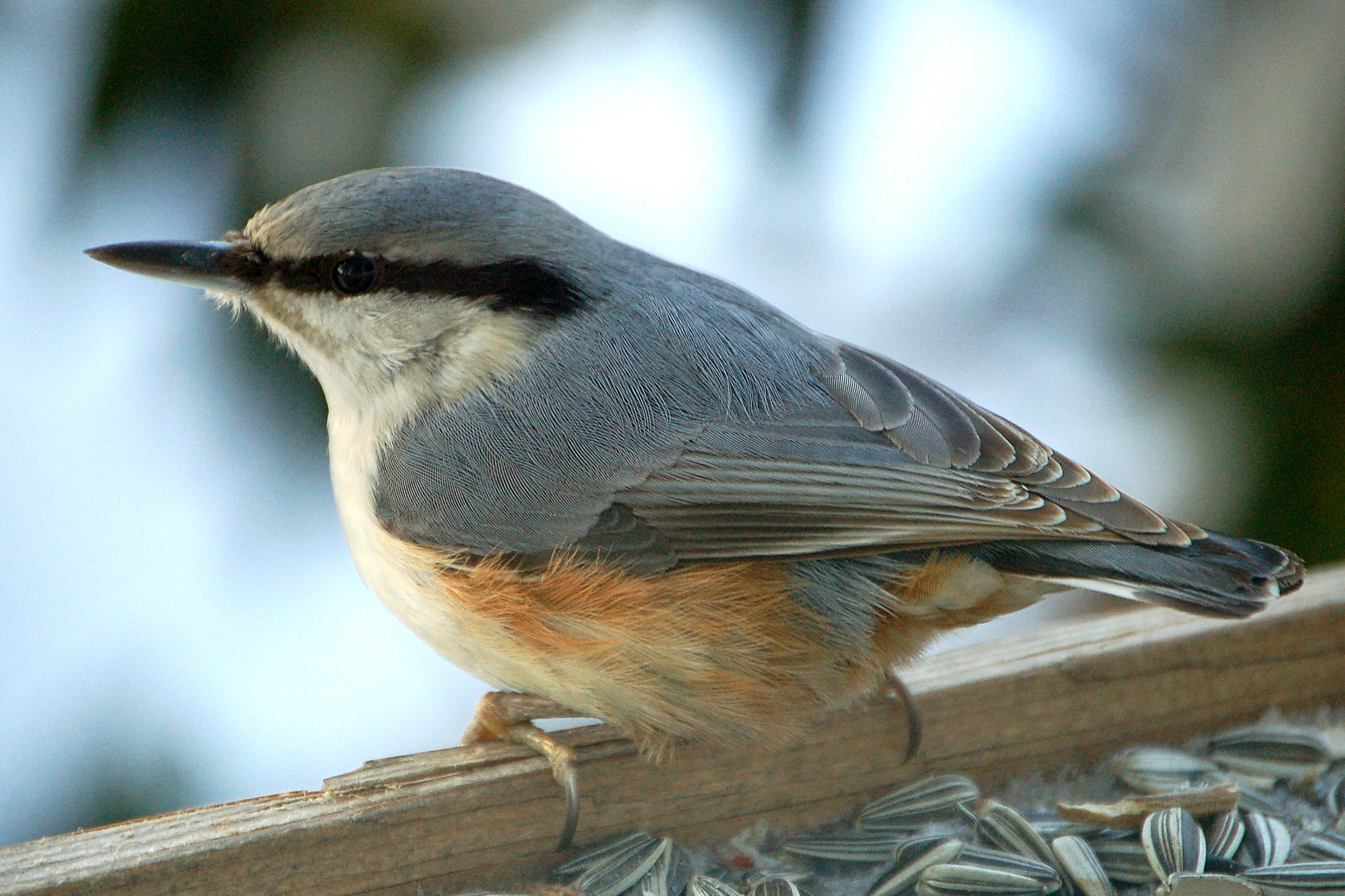
Nötväcka, hane, av underarten europaea.

- S. e. caesia (Wolf, 1810) – förekommer från Storbritannien till Danmark, Karpaterna, Pyrenéerna och Balkanhalvön
- S. e. hispaniensis (Witherby, 1913) – Iberiska halvön
- S. e. atlas (inkluderas ofta i hispaniensis) – Marocko
- vanlig nötväcka[10] S. e. europaea – Skandinavien och Ryssland, österut till Volga och Ukraina
- S. e. cisalpina (Sachtleben, 1919) – södra Schweiz söder om Alperna, Italien, Sicilien och västra kustnära Balkanhalvön söderut till sydvästra Montenegro
- S. e. levantina (Hartert, 1857) – västra Anatolien, Levanten och södra Turkiet så långt österut som till Eufrat
- S. e. caucasica (Reichenow, 1901) – norra och nordöstra Turkiet, Kaukasien och Transkaukasus
- S. e. rubiginosa (Tschusi & Zarudny, 1905) – sydöstra Transkaukasus till norra Iran
- S. e. persica (Witherby, 1903) – bergskedjan Zagros i sydvästra Iran

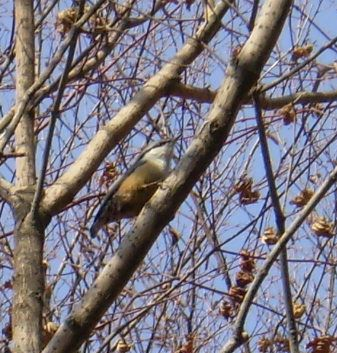
Nötväcka i Mungyeong, Sydkorea, förmodligen av underarten amurensis.

asiatica-gruppen
- sibirisk nötväcka[11] S. e. asiatica (Gould, 1837) – centrala Ryssland österut till Bajkalsjöns västra strand, söderut till Kazakstan och västra Mongoliet
- S. e. baicalensis – sydöstra Sibirien, från området söder och öster om Bajkalsjön österut till Ochotska havet och nordöstra Kina
- S. e. albifrons (Taczanowski, 1882) – nordöstra Ryssland och norra Kurilerna
- S. e. sakhalinensis (Buturlin, 1916) – Sachalin i Ryssland
- S. e. takatsukasai – södra Kurilerna (Iturup och Urup)
- S. e. clara – södra Kurilerna (Kunashir and Shikotan) och norra Japan (Hokkaido)

roseilia-gruppen
- S. e. seorsa (Portenko, 1955) – östra Tianshan i norra Xinjiang i nordvästra Kina
- S. e. amurensis (Swinhoe, 1871) – Sydöstra Ryssland till nordöstra Kina, Korea och i norra Japan på ön Honshu
- S. e. bedfordi (Ogilvie-Grant, 1909) – Jeju i Korea
- S. e. hondonensis – centrala och södra Japan (Honshu, Shikoku och norra Kyushu)
- S. e. roseilia (Bonaparte, 1850) – södra Japan (södra Kyushu)

sinensis-gruppen
- S. e. sinensis (Verreaux 1871) – centrala och östra Kina
- S. e. formosana – Taiwan

### Förekomst i Sverige
I Sverige häckar nominatformen av nötväcka. Tidigare brukade man säga att den förekom upp till omkring 60° nordlig bredd och de få observationer som gjordes i norra Norrland utgjordes av den sibiriska underarten S. e. asiatica. På en ganska kort tidsperiod har detta förändrats och idag förekommer nominatformen, om än glest, som etablerad häckfågel över stort sett hela norra Norrland.

## Ekologi

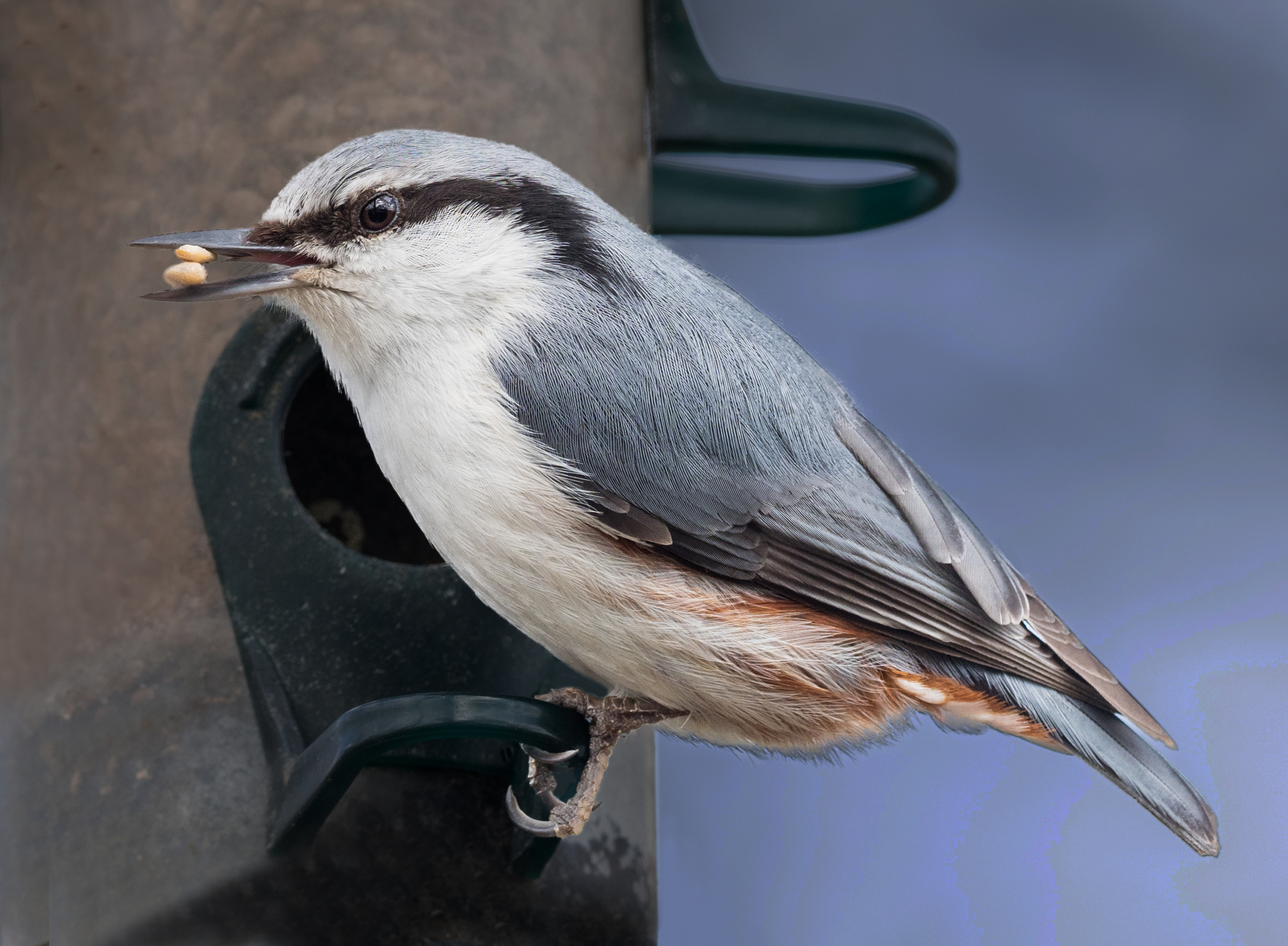
Nötväcka med föda i näbben.

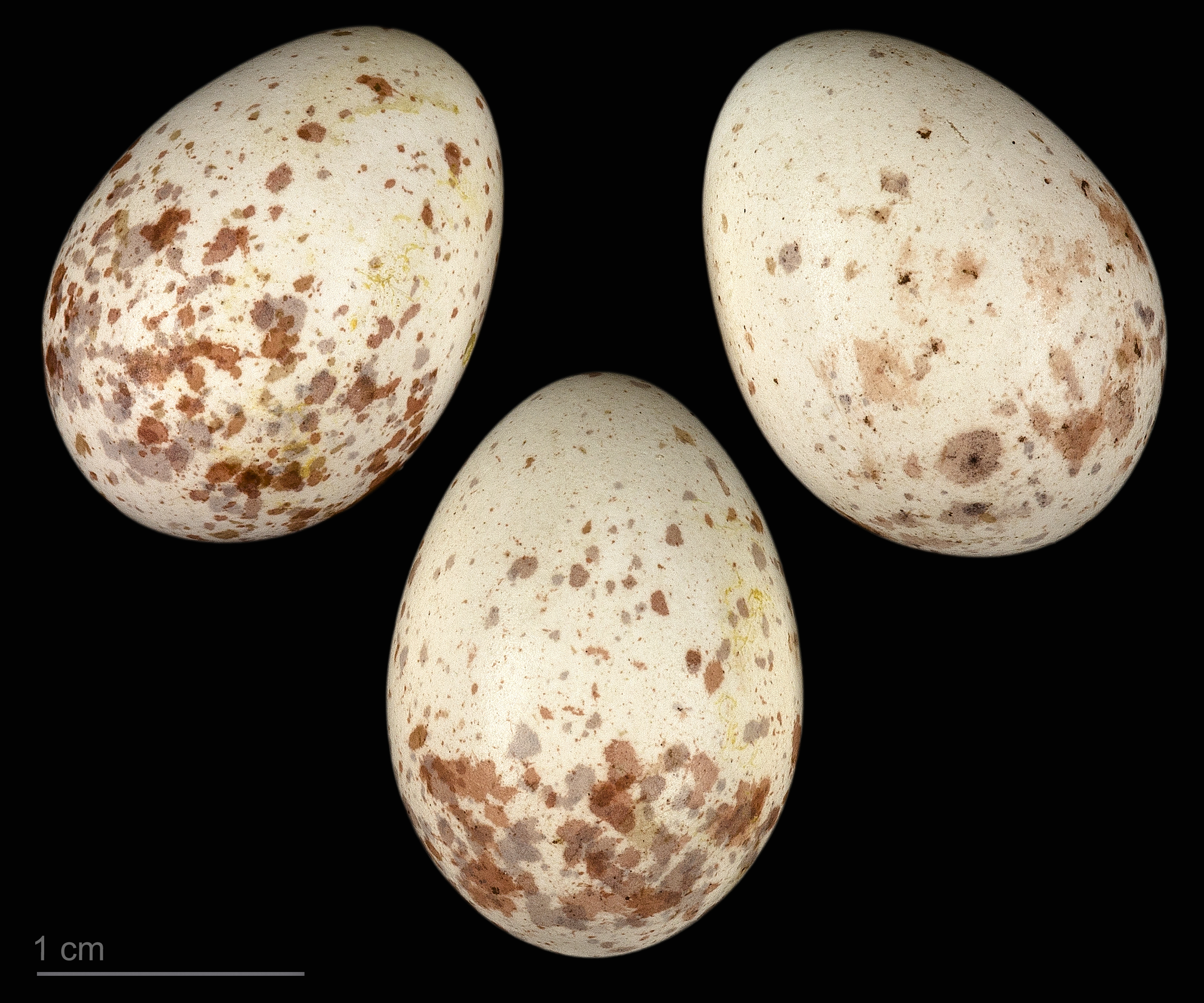
Sitta europaea

Nötväckorna lever parvis eller i mycket små sällskap i skog, helst där höga träd är blandade med lägre, men kommer också fram till bostadsområden. Den är flitigt i rörelse och håller sig gärna nära andra fåglar, framför allt mesar och trädkrypare, som den börjar stryka omkring med under hösten.

Nötväckan klättrar bra uppåt, nedåt och åt sidorna. Bland fåglar i Sverige är den ensam om att kunna klättra och t o m hoppa nedåt med huvudet före – ett bra kännetecken. Den lever av insekter som den hittar i trädens barkspringor. På hösten äter den också av säd, frön (gärna fettrika frön som solrosfrön och körsbärskärnor), nötter, ollon och liknande. Detta kan de fästa i någon trädspringa och hacka sönder för att komma åt kärnan, som de sväljer ned bitvis. Den sitter ofta på nöten och hackar. Den har stark näbb. Till vintern samlar den förråd (på flera olika ställen) i ihåliga träd, springor, tak och så vidare. Sitt bo bygger nötväckan i hål (oftast i träd). Den använder gärna gamla hackspettbon. Är ingången för stor, muras den igen med våt jord eller lera till lämplig bredd.

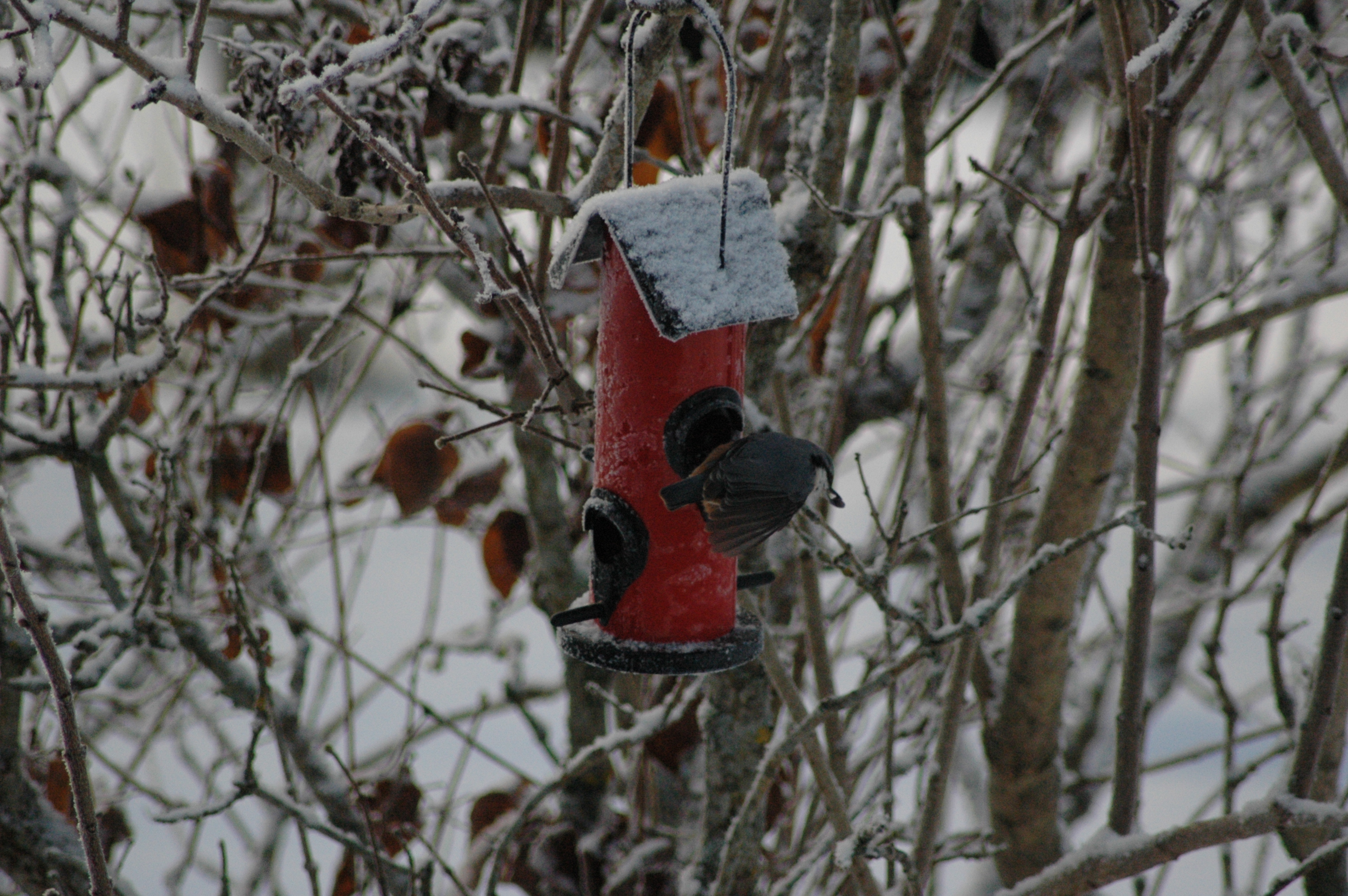
Nötväcka vid fågelmatare.

## Status
Nötväckan är en vanlig och vida spridd art som dessutom ökar i antal. Internationella naturvårdsunionen IUCN kategoriserar den därför som livskraftig. I Europa uppskattas det häcka mellan 10,7 och 21,4 miljoner par.
Även i Sverige bedöms populationen som livskraftig och arten är därför inte upptagen på Artdatabankens rödlista. 2018 uppskattades det svenska beståndet till 264 000 par.

### Nötväckan i kulturen
Nötväckan är Blekinges landskapsfågel.

### Namn
Väcka kommer av ett dialektalt verb, att hugga spånor ur furuträn. Förr har nötväckan bland annat kallats blåspett och dialektalt i Göteborg för grå hackspett. Danskans och norskans spætmejse respektive spettmeis betyder 'spettmes'.